# Anthodioctes
Anthodioctes är ett släkte av bin. Anthodioctes ingår i familjen buksamlarbin.

## Dottertaxa tillAnthodioctes, i alfabetisk ordning[1]
- Anthodioctes affinis
- Anthodioctes agnatus
- Anthodioctes analuizae
- Anthodioctes angelicae
- Anthodioctes argentinus
- Anthodioctes ayalai
- Anthodioctes banksi
- Anthodioctes bettyae
- Anthodioctes calcaratus
- Anthodioctes callorhinus
- Anthodioctes camargoi
- Anthodioctes cerradicola
- Anthodioctes chiribogae
- Anthodioctes chrysurus
- Anthodioctes claudii
- Anthodioctes costaricensis
- Anthodioctes fasciatus
- Anthodioctes flavoalveolatus
- Anthodioctes foersteri
- Anthodioctes gracilis
- Anthodioctes gualanensis
- Anthodioctes guiomardi
- Anthodioctes holmbergi
- Anthodioctes indescriptus
- Anthodioctes langei
- Anthodioctes lauroi
- Anthodioctes lourdes
- Anthodioctes lunatus
- Anthodioctes manauara
- Anthodioctes manni
- Anthodioctes mapirensis
- Anthodioctes megachiloides
- Anthodioctes meridionalis
- Anthodioctes misiutae
- Anthodioctes moratoi
- Anthodioctes navarroi
- Anthodioctes nitidipes
- Anthodioctes panamensis
- Anthodioctes peruvianus
- Anthodioctes psaenythioides
- Anthodioctes quadrimaculatus
- Anthodioctes radialis
- Anthodioctes rosanae
- Anthodioctes salti
- Anthodioctes salvatoris
- Anthodioctes sanmartinensis
- Anthodioctes santosi
- Anthodioctes schlindweini
- Anthodioctes shilcayensis
- Anthodioctes sioneii
- Anthodioctes speciosus
- Anthodioctes undecimalis
- Anthodioctes vernoniae
- Anthodioctes vilhenae
- Anthodioctes willineri
- Anthodioctes xilitlae
- Anthodioctes zebratus